# Penicillina

Formula di struttura generale delle penicilline

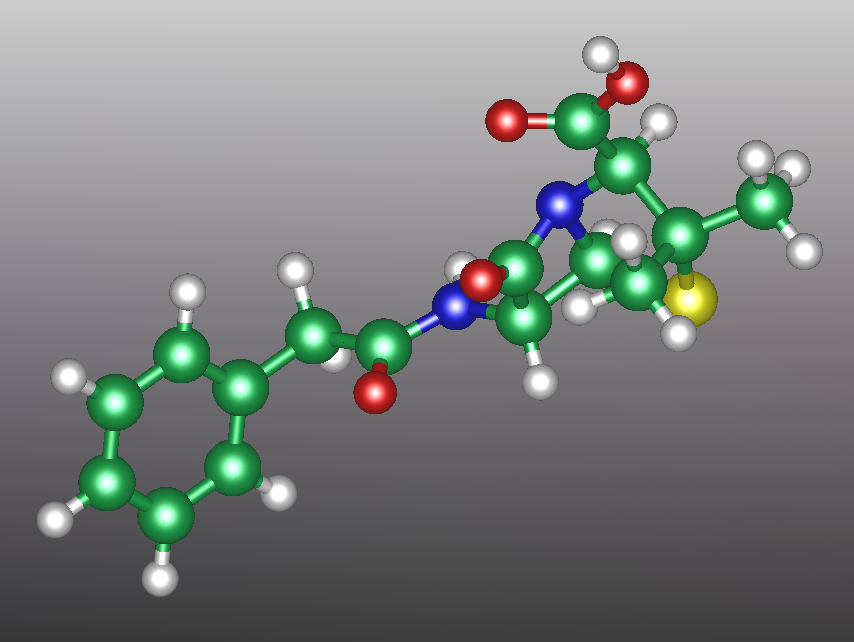
Modello tridimensionale della benzilpenicillina

Le penicilline sono antibiotici beta-lattamici isolati da prodotti del metabolismo di alcune specie del genere Penicillium, in particolare del P. chrysogenum, che vengono utilizzati sia in medicina umana sia in medicina veterinaria.

## Storia
Il medico italiano Vincenzo Tiberio già nel 1895 pubblicò all'Università di Napoli uno studio sugli effetti di questa muffa che egli notò in un pozzo vicino alla sua casa di Arzano; purtroppo le sue ricerche non vennero ritenute interessanti dall'ambiente scientifico italiano e caddero nell'oblio e vennero riscoperte solo quaranta anni dopo la sua morte.
Nel 1928, dopo essere tornato dalle vacanze, Alexander Fleming, un batteriologo che lavorava all'ospedale di Saint Mary di Londra, notò che una delle sue piastre Petri contenenti stafilococchi che aveva lasciato su un banco era contaminata.
Osservò che un contaminante fungino stava influenzando la crescita dei batteri vicini. Il fungo si rivelò essere P. notatum e la molecola antibatterica che produceva fu chiamata penicillina. Fleming registrò le sue osservazioni nell'articolo sul The British Journal of Experimental Pathology nel 1929, dove dimostrò che la penicillina è in grado di inibire la crescita batterica in vitro. Fleming pensava che la penicillina potesse essere utile come antisettico locale, ma non riuscì a purificarla o a caratterizzarne l'attività.
L'articolo di Fleming sulla penicillina servì da base agli scienziati di Oxford per iniziare la ricerca su nuovi antimicrobici nel 1939. A quel tempo, Howard Florey stava lavorando sul lisozima e sulla sua capacità di uccidere i batteri. Insieme a Ernst Chain, un chimico del laboratorio, Florey si interessò all'osservazione di Fleming sulla capacità antimicrobica del Penicillium.
Chain e Florey decisero di progettare un metodo per coltivare il fungo e mirarono a produrlo in quantità sufficienti per consentire ulteriori test sui suoi ruoli antimicrobici. Norman Heatley, un giovane chimico del laboratorio di Florey, svolse un ruolo chiave nel processo di purificazione della penicillina. Heatley e Chain idearono i primi metodi per l'estrazione della penicillina, necessari per ottenere materiale sufficiente per eseguire i primi test con il farmaco.
A metà degli anni '40, la Sir William Dunn School of Pathology di Oxford aveva a disposizione una quantità di penicillina sufficiente per avviare sperimentazioni sulla sua efficacia nei topi. Fu questo esperimento condotto da Heatley e colleghi a fornire dati chiave per dimostrare l'effetto della penicillina in vivo.
A otto topi fu iniettata una dose fatale di S. pyogenes. Dopo un'ora, a due topi fu somministrata una singola dose di penicillina (10 mg) e ad altri due furono somministrati 5 mg di penicillina, più tre dosi aggiuntive di 5 mg a 3, 5, 7 e 11 ore dopo l'infezione. Quattro topi servirono da controllo e non ricevettero penicillina. Diciassette ore dopo l'infezione iniziale, tutti i topi del gruppo di controllo erano morti, mentre tutti i topi che avevano ricevuto una dose di penicillina sopravvissero. Questa straordinaria osservazione fornì la prova chiave che la penicillina aveva il potenziale come farmaco salvavita.

### 1941-1943
La sfida principale affrontata da Florey e dal suo team fu quella di produrre abbastanza penicillina per ulteriori sperimentazioni sui topi, mentre le sperimentazioni sull'uomo richiedevano dosi molto più elevate. La resa e la produzione dovettero essere aumentate, ma durante la guerra non ci fu alcun aiuto da parte delle aziende commerciali perché le risorse erano scarse. La produzione fu quindi avviata nel dipartimento di Florey. In origine, per coltivare il Penicillium venivano utilizzate vecchie padelle ospedaliere, ma non davano una resa sufficiente.
Con attrezzature limitate, Florey e colleghi progettarono il proprio recipiente di coltura in ceramica. Heatley e Florey fecero quindi in modo che il recipiente fosse prodotto in serie da un'azienda di ceramiche a circa 100 metri di distanza da Oxford, su suggerimento di un suo conoscente nel settore delle ceramiche. Alla fine del 1940, Florey e colleghi ricevettero i recipienti e Heatley li inoculò con il fungo il 25 dicembre. All'inizio di febbraio 1941, il team di Oxford aveva purificato materiale sufficiente per le sperimentazioni cliniche sugli esseri umani.

### I primi studi clinici
La prima paziente a ricevere la penicillina come parte del test di tossicità è stata una donna con un cancro terminale. Poco dopo averle somministrato la penicillina per iniezione, ha sviluppato febbre e rigidità, causati da impurità di origine pirogenica contenute nella miscela di penicillina. Il secondo paziente a ricevere una dose purificata di penicillina fu un poliziotto del Radcliffe Infirmary che aveva una grave infezione da stafilococco e streptococco.
Ripetute iniezioni endovenose di penicillina per 5 giorni ebbero un profondo effetto sulla sua guarigione. A causa delle scorte molto basse di penicillina, l'urina del paziente dovette essere raccolta e riciclata per riestrarre altra penicillina per ulteriori iniezioni. Alla fine, la carenza generale di penicillina costrinse all'interruzione del trattamento e il paziente ebbe una ricaduta e morì poco dopo. Una serie di ulteriori studi clinici tra il 1941 e il 1942, che coinvolsero 170 pazienti, dimostrarono un notevole effetto della penicillina nel combattere le infezioni batteriche senza alcun effetto collaterale tossico.
Il team di Florey riconobbe immediatamente il potenziale della penicillina per il trattamento dei soldati e dei civili feriti durante la guerra. Tuttavia, i finanziamenti e la capacità per una produzione di massa di penicillina non erano disponibili nel Regno Unito, così nel 1941 Florey e Heatley si recarono negli Stati Uniti per cercare supporto e, insieme ai colleghi americani, contribuirono a creare quello che in seguito divenne noto come "Progetto Penicillina".
Il progetto si sviluppò in tre filoni principali:
1. il primo era incentrato sul miglioramento della purificazione della penicillina
2. il secondo mirava a trovare stipiti batterici più potenti di Penicillium e Heatley collaborò a stretto contatto con il Dipartimento dell'Agricoltura degli Stati Uniti per caratterizzarli
3. l'ultimo filone, guidato da Florey e dai suoi partner americani, era incentrato sulla ricerca di aziende farmaceutiche che si assumessero la produzione di massa di penicillina.

Alla fine, 15 aziende farmaceutiche sia nel Regno Unito che negli Stati Uniti lavorarono alla produzione di penicillina e furono condotti studi clinici in tutti gli Stati Uniti per dimostrare ulteriormente l'efficacia del farmaco. I primi test sulla penicillina in ambito bellico furono condotti da Florey negli ospedali militari del Nord Africa nel 1942 e dimostrarono che la penicillina era efficace se utilizzata sia su ferite fresche che infette.
Presto, gli sforzi di collaborazione tra il governo, l'industria e gli scienziati britannici e americani portarono alla produzione di sufficienti scorte di penicillina entro il D-Day. Dopo la guerra, nel 1946, la penicillina era ampiamente disponibile per la prescrizione. Nel 1945, Fleming, Florey e Chain ricevettero il Premio Nobel per “la scoperta della penicillina e il suo effetto curativo in varie malattie infettive”. Chain e Abraham continuarono a lavorare sulla struttura della penicillina fino al 1943, quando Abraham propose per la prima volta la struttura beta-lattamica. Questa fu confermata da Dorothy Hodgkin e Barbara Low utilizzando la cristallografia a raggi X.

### Resistenza e penicilline sintetiche
Il primo segno di resistenza agli antibiotici divenne evidente subito dopo la scoperta della penicillina. Nel 1940, Abraham e Chain riportarono che un ceppo di E. coli era in grado di inattivare la penicillina producendo penicillinasi. La diffusione della resistenza alla penicillina era già documentata nel 1942, quando si scoprì che quattro ceppi di S. aureus resistevano all'azione della penicillina nei pazienti ospedalizzati. Negli anni successivi, la percentuale di infezioni causate da S. aureus resistente alla penicillina aumentò rapidamente, diffondendosi rapidamente dagli ospedali alle comunità.
La rapida diffusione della resistenza alla penicillina si arrestò temporaneamente dopo l'introduzione della meticillina semisintetica di seconda generazione negli anni '60. Tuttavia, emersero presto ceppi resistenti alla meticillina e solo nel 1981 questo meccanismo di resistenza fu svelato. In circa 20 anni, la resistenza alla meticillina divenne endemica negli Stati Uniti, raggiungendo il 29 percento dei pazienti ospedalizzati infetti da S. aureus.
Nel 1967, anche i ceppi di S. pneumoniae divennero resistenti alla penicillina e nel 1999, la percentuale di casi associati a pneumococco resistente agli antibiotici era triplicata rispetto al 1979, raggiungendo il 14,4% in Sud Africa. Nel 1976, gonococchi produttori di β-lattamasi furono isolati in Inghilterra e negli Stati Uniti. Seguì una rapida diffusione della resistenza al gonococco e nei 10 anni successivi all'introduzione della penicillina per trattare la gonorrea, la prevalenza di ceppi gonococcici resistenti alla penicillina raggiunse il suo picco, in particolare in Asia.
Inoltre, nel 1983, una grande epidemia di gonococco resistente non produttore di β-lattamasi colpì la città di Durham nella Carolina del Nord (Stati Uniti). La resistenza di questi ceppi era mediata cromosomicamente, a causa dell'emergere di mutazioni che modificavano il bersaglio della penicillina PBP2 e l'espressione dei sistemi di pompe di efflusso del farmaco. Tutto questo portò al divieto dell'uso della penicillina come farmaco di prima linea per il trattamento del gonococco nella maggior parte del mondo.
Tra il 1950 e il 2001, circa due terzi degli E. coli che causano malattie umane erano resistenti all'ampicillina negli Stati Uniti, e il tasso di resistenza all'aminopenicillina è ancora in aumento. Dalla scoperta della penicillina sono stati scoperti più di 150 antibiotici e per la maggior parte degli antibiotici disponibili è emersa una resistenza. Inoltre, il recente aumento di ceppi multi/pan-farmaco resistenti è correlato a un aumento della morbilità e della mortalità. Nel complesso, l’inefficacia dei trattamenti antibiotici contro le infezioni da “superbatteri” ha portato alla persistenza e alla diffusione di specie multiresistenti in tutto il mondo.
Dagli anni '90 gli sforzi si sono concentrati sulla classe dei penemi, in vista del loro potenziale utilizzo clinico come potenti agenti antibatterici a largo spettro, dotati di livelli di tossicità molto bassi. Lo sviluppo delle cefalosporine e dei monobattami hanno ispirato le modifiche più recenti dei penami, in particolare l'introduzione di un sostituente aggiuntivo in C-6 (R3 = OMe, temocillina (1981); e R3 = NHCHO, foramidocillina (1984)), che ha seguito la scoperta della cefamicina (1971) e la sintesi della cefoxitina (1973) da un lato, e l'introduzione di un motivo ossimino nella catena aminoacilica (1989), che ha seguito la scoperta della nocardicina A (1976) e la sintesi del ceftriaxone (1981) e del cefepime (1984), dall'altro lato.
Nel 2001, l’European Surveillance of Antimicrobial Consumption Network (ESAC-Net) ha documentato le variazioni della resistenza antimicrobica in batteri selezionati e ha trovato un chiaro legame tra resistenza e uso antimicrobico nei paesi europei. Ciò è stato particolarmente evidente per S. pneumoniae, per il quale sono stati riscontrati tassi più elevati di resistenza agli antibiotici nei paesi dell’Europa meridionale e orientale, come Francia, Spagna, Portogallo e Slovenia, dove gli antibiotici vengono consumati in quantità maggiori rispetto all’Europa settentrionale.

## Caratteristiche strutturali e fisiche
Si tratta di un gruppo di antibiotici che contengono acido 6-aminopenicillanico con una catena laterale attaccata al gruppo 6-amino (nucleo penam), il nucleo della penicillina e il requisito strutturale principale per l'attività biologica della molecola. La struttura della catena laterale determina molte delle caratteristiche antibatteriche e farmacologiche.
Tutte le altre penicilline non prodotte naturalmente possono essere classificate come penicilline semisintetiche e possono essere suddivise in diverse classi in base alla loro capacità ed efficacia nell'eliminare vari tipi di batteri, oppure in base ai gruppi funzionali o alle catene laterali presenti nella loro struttura.
L'evoluzione delle strutture della penicillina, dalla benzilpenicillina (gruppo I) alle ossiminopenicilline (gruppo VII), è stata guidata dalla necessità di avere composti:
- stabili in ambiente acido per la somministrazione orale
- stabili rispetto all'idrolisi enzimatica (β-lattamasi)
- con una maggiore attività contro ceppi di MRSA responsabili di infezioni nosocomiali negli ospedali
- con una maggiore attività contro bacilli gram-negativi

Dalla descrizione del primo penam da parte di Woodward nel 1976, è stato sintetizzato un gran numero di molecole, variando prima la catena laterale in C-6 (catena 1(R)-idrossietil in orientamento α invece della catena acilamminica della penicillina in orientamento β) e poi il sostituente in C-2 (che può essere solfo, solfonil, ossi, ammino, alchilico o arilico).
Le penicilline semisintetiche comprendono:
- le penicilline resistenti alla penicillinasi o penicilline antistafilococciche
- le penicilline a spettro esteso o aminopenicilline)
- le penicilline a spettro ampio o penicilline antipseudomonali

Tra le penicilline antistafilococciche - le uniche penicilline che, da sole, sono resistenti alle penicillinasi - vi sono:
- la meticillina, primo membro del gruppo e prima penicillina sviluppata attraverso la modifica razionale dei farmaci
- l'oxacillina
- la dicloxacillina
- la nafcillina.

Le aminopenicilline contengono un gruppo amminico nella loro struttura e comprendono ampicillina e amoxicillina, gli antibiotici più prescritti e comunemente utilizzati. Le penicilline antipseudomonali sono simili alle aminopenicilline in termini di suscettibilità alle β-lattamasi e di struttura, ma presentano un gruppo carbossilico o un gruppo ureico invece del gruppo amminico. Tra queste penicilline troviamo:
- le carbossipenicilline: carbenicillina e ticarcillina
- le ureidopenicilline: piperacillina, azlocillina e mezlocillina

## Abbondanza e disponibilità
Le penicilline naturali derivano dal processo di fermentazione delle specie di Penicillium e includono il gruppo pionieristico di antibiotici utilizzati clinicamente. Inoltre, derivano dalla struttura originale della penicillina G e i derivati: la penicillina V (fenossimetilpenicillina), penicillina VK (fenossimetilpenicillina potassica) e penicillina procainica.

## Sintesi
La produzione su larga scala delle penicilline naturali avviene alimentando il mezzo di coltura con precursori, come l'acido fenilacetico per la penicillina G o l'acido fenossiacetico per la penicillina V. Le penicilline semisintetiche invece vengono preparate a partire dall'acido (+)-6-aminopenicillanico (6-APA). Le penicilline semisintetiche si ottengono dal brodo di fermentazione della muffa Penicillium, che viene poi scomposto chimicamente o enzimaticamente per formare il 6-APA.

## Reattività e caratteristiche chimiche

### Determinazione
Un metodo semplice e sensibile per la rapida separazione e rilevazione della penicillina G nei campioni d'acqua è la cromatografia su strato sottile ad alte prestazioni (HPTLC), una tecnica ideale per la determinazione di alcuni antibiotici poiché è economica, veloce, facile da usare, non richiede una manutenzione complessa e offre la possibilità di analizzare simultaneamente più campioni.
In uno studio sul comportamento della penicillina G nei processi di trattamento delle acque reflue e nell'ambiente acquatico, è stato sviluppato un metodo analitico per la rilevazione simultanea della penicillina G e di cinque prodotti di degradazione utilizzando la cromatografia liquida-spettrometria di massa con ionizzazione elettrospray (LC-ESI/MS).

## Farmacologia e tossicologia

### Farmacocinetica
Poiché le aminopenicilline sono resistenti agli acidi, vengono somministrate per via orale. Dopo la somministrazione orale, l'assorbimento della penicillina avviene principalmente nel duodeno e nel digiuno superiore, con una piccola percentuale assorbita nello stomaco e quantità insignificanti nell'intestino crasso.
L'entità dell'assorbimento è variabile e dipende da diversi fattori, tra cui: il derivato della penicillina, la forma di dosaggio somministrata, il pH gastrico e intestinale e la presenza di cibo nel tratto gastrointestinale. Le concentrazioni di picco si osservano generalmente entro 1-2 ore. Il legame proteico e il volume di distribuzione variano a seconda del derivato.
Ad esempio le penicilline antistafilococciche hanno un elevato legame farmaco-proteina (97%) ma un'emivita breve, mentre la penicillina V e la penicillina G hanno rispettivamente un legame con le proteine plasmatiche di circa il 80% e il 60%.
Dopo l'assorbimento dal tratto gastrointestinale o dai siti di iniezione, le penicilline si distribuiscono ampiamente nella maggior parte dei tessuti corporei. La concentrazione di penicillina negli ascessi, nei fluidi sinoviali e peritoneali è maggiore in presenza d'infiammazione. Tuttavia, la penicillina G ha una scarsa distribuzione nei leucociti polimorfonucleati.
I derivati della penicillina sono minimamente metabolizzati dal fegato. La maggior parte delle penicilline e dei loro metaboliti microbiologicamente attivi vengono escreti principalmente inalterati nelle urine attraverso la secrezione tubulare renale. Il trasportatore di anioni organici-3 svolge un ruolo fondamentale nell'escrezione renale. L'eliminazione non renale include l'inattivazione epatica e l'escrezione biliare.
La clearance renale della penicillina è ritardata nei neonati a causa di un meccanismo di secrezione tubulare immaturo. I bambini di età superiore ai 3 mesi generalmente eliminano i farmaci in modo simile agli adulti. L'escrezione è inoltre ritardata nei pazienti geriatrici a causa della ridotta capacità di secrezione tubulare. I pazienti con insufficienza renale possono avere una capacità di secrezione tubulare alterata e, di conseguenza, presentare concentrazioni sieriche di penicilline più elevate e prolungate.
La velocità di assorbimento dalla somministrazione parenterale dipende dalla dose, dalla concentrazione e dalla solubilità del particolare sale somministrato. L'emivita di eliminazione dipende dal derivato, ma varia da 0,5 a 2,5 ore nel composto originario.

### Farmacodinamica
Le penicilline si legano e inattivano le proteine leganti la penicillina (PBP) situate sulla membrana interna della parete cellulare batterica. L'inattivazione delle PBP interferisce con il collegamento incrociato delle catene di peptidoglicano necessarie per la resistenza e la rigidità della parete cellulare batterica. Questo interrompe la sintesi della parete cellulare e porta all'indebolimento della stessa, causando infine la lisi cellulare.
Le penicilline naturali sono altamente suscettibili all'inattivazione da parte delle β-lattamasi e della penicillinasi. Nelle penicilline antistafilococciche le catene laterali voluminose impediscono l'inattivazione dell'anello lattamico da parte delle β-lattamasi stafilococciche.
Le aminopenicilline mancano di gruppi laterali voluminosi e sono suscettibili all'inattivazione da parte delle β-lattamasi. La presenza di gruppi idrofili aggiuntivi consente al farmaco di penetrare nei batteri gram-negativi attraverso le porine.

### Effetti del composto e usi clinici
Le penicilline naturali sono efficaci contro i cocchi gram-positivi che non producono β-lattamasi (Pneumococchi, Stafilococchi e Streptococchi), alcuni cocchi gram-negativi (Meningococchi e Monococchi), bacilli gram-positivi (B. anthracis, B. perfringens e B. diphtheriae), anaerobi (C. perfringens e C. tetani) e spirochete (T. pallidum, T. pertenue e Leptospira).
Le penicilline antistafilococciche hanno uno spettro d'azione più ristretto rispetto alle penicilline naturali a causa della loro ingombrante catena laterale, che impedisce loro di penetrare nella membrana cellulare batterica. Queste penicilline sono utili nel trattamento delle infezioni causate da S. aureus e S. epidermidis.
Le aminopenicilline hanno un spettro d'azione più ampio rispetto alle penicilline naturali o antistafilococciche. Sono le prime penicilline scoperte ad essere attive contro i batteri gram-negativi come E. coli. Inoltre, le aminopenicilline sono più efficaci contro Enterococci e L. monocytogenes rispetto alla penicillina G. Sono anche efficaci contro lo spettro gram-negativo, inclusi H. influenzae, Salmonella, Shigella, E. coli, P. mirabilis, N. gonorrhoeae e N. meningitidis.
Le penicilline antipseudomonali hanno lo stesso spettro delle aminopenicilline, ma con un'attività aggiuntiva contro diversi organismi gram-negativi (Pseudomonas e Proteus) grazie alla loro maggiore capacità di penetrare la parete cellulare di questi batteri. Oggigiorno, alcune "vecchie penicilline" (ampicillina, amoxicillina) vengono somministrate in combinazione con un inibitore della β-lattamasi.
La penicillina G è indicata per il trattamento di:
- antrace causato da B. anthracis
- actinomicosi causata da A. israelii
- infezioni da Clostridium in associazione con antitossina
- difterite causata da C. diphtheriae con antitossina
- stomatite di Vincent causata da specie di Fusobacterium e spirochete
- endocardite causata da S. pyogenes sensibile
- febbre da morso di ratto causata da S. minus o S. moniliformis[48]
- tetano causato da C. tetani con somministrazione di immunoglobulina e vaccino
- meningite causata da L. monocytogenes, Meningococcus e Streptococcus[49]
- neurolue causata da T. pallidum[50]
- enterite necrotizzante[3]

La penicillina V è indicata per il trattamento di:
- infezioni lievi o moderate del tratto respiratorio superiore causate da Streptococcus e Pneumococcus
- lievi forme di scarlattina ed erisipela causate da Streptococcus di gruppo A
- gengivite causata da B. fusiformis e B. vincentii associata a cure dentali appropriate[51]

Vengono inoltre utilizzate per la prevenzione della febbre reumatica e il trattamento della sifilide (primaria, secondaria e latente).

#### Resistenza
È importante notare che alcune specie batteriche hanno sviluppato resistenza alla penicillina, tra cui gli enterococchi. Pertanto, a causa della resistenza emergente, la penicillina dovrebbe essere utilizzata solo per organismi sensibili. Le infezioni da enterococchi vengono ora trattate con penicillina, streptomicina o gentamicina.
I primi ceppi di S.aureus resistenti alla penicillina ospitavano una PBP alterata, denominata PBP-2a, che mostrava una ridotta affinità per la penicillina, conferendole così resistenza. La PBP-2a è codificata da mecA , un gene localizzato sul cromosoma di S. aureus, che risiede all'interno dell'isola genomica mobile SCC mec (cromosoma a cassetta stafilococcica mec). Un altro gruppo di batteri con alti tassi di resistenza alla penicillina è quello degli Enterobacteriaceae, di cui diversi ceppi sono intrinsecamente resistenti all'aminopenicillina, in particolare tra le specie di E. coli.

#### Formulazioni
La penicillina G può essere somministrata per via endovenosa (IV) o intramuscolare (IM). Il flaconcino di penicillina G potassica per iniezione USP è disponibile in unità da 1 milione, 5 milioni e 20 milioni per flacone. A causa della breve emivita, la penicillina G viene solitamente somministrata in dosi suddivise ogni 4-6 ore. La somministrazione di penicillina G benzatina garantisce una dose continua e bassa di penicillina G per un periodo di 2-4 settimane. La FDA ha inoltre approvato una combinazione di penicillina G procainica con antibiotici e anestetici locali.
La penicillina V e il suo derivato di sale potassico, la penicillina VK, sono disponibili in forme somministrabili per via orale, tra cui soluzioni per ricostituzione (125 mg/5 mL e 250 mg/5 mL) e compresse (250 mg e 500 mg). La penicillina V è meglio somministrata a un paziente a digiuno, poiché si degrada nell'acido gastrico. In base all'indicazione clinica e al peso del paziente, il dosaggio abituale varia da 125 a 500 mg ogni 6-8 ore.

### Controindicazioni ed effetti collaterali
È controindicata in caso di ipersensibilità documentata e nei pazienti con funzionalità renale compromessa. L'insufficienza epatica richiede cautela, in particolare nei casi di cirrosi, a causa dell'ipoalbuminemia. Gli effetti collaterali variano a seconda del composto.

### Tossicologia
La penicillina presenta un basso rischio di tossicità. I medici possono somministrare la penicillina a dosi relativamente elevate rispetto ad altri farmaci senza causare danni ai pazienti. Si stima che sarebbero necessari 5 g/kg di peso corporeo per via endovenosa (IV) per provocare convulsioni in un paziente. Tuttavia, la penicillina può causare tossicità locale a causa di iniezioni ad alte dosi in siti sensibili, come la camera anteriore dell'occhio o lo spazio subaracnoideo. Secondo alcuni rapporti, le preparazioni pure di penicillina non causano danni ai polmoni e alle vene. Altri studi indicano che la penicillina topica può prevenire la coagulazione nelle cavità dentali.

### Interazioni
I sulfamidici, l'eritromicina e il cloramfenicolo (farmaci batteriostatici) devono essere evitati a causa degli effetti antagonisti. La secrezione tubulare della penicillina G è bloccata dal probenecid, il che porta a concentrazioni plasmatiche più elevate e prolungate. Il probenecid riduce anche il volume di distribuzione della penicillina. Farmaci come aspirina, fenilbutazone, sulfamidici, indometacina, tiazidici, furosemide e acido etacrinico aumentano l'emivita della penicillina competendo con la secrezione tubulare.

## Impatto ambientale
Le penicilline hanno un'elevata suscettibilità all'idrolisi, che può verificarsi entro alcune settimane nelle acque superficiali e in pochi giorni nei sistemi più alcalini. Inoltre, hanno una ridotta tendenza all'adsorbimento sui componenti del suolo, ma possono formare complessi con i cationi e accumularsi nei fanghi di depurazione e nei sedimenti.
Studi condotti a livello mondiale su diversi prodotti alimentari di origine animale hanno determinato la presenza di concentrazioni residue di penicilline inferiori a 10 μg/kg nella carne e 353 μg/kg nel latte. Molti adsorbenti a base di carbonio sono stati utilizzati per il trattamento di diversi gruppi di antibiotici, come il carbone attivo per l'adsorbimento di tetracicline (1.340,8 mg/g), chinoloni (638,6 mg/g) e penicilline (570,4 mg/g).